# Tour de Francia 1912
El 10º Tour de Francia se disputó entre el 30 de junio y el 28 de julio de 1912 con un recorrido de 5289 km. dividido en 15 etapas y con un recorrido muy similar al del año anterior, con etapas que superaban los 400 kilómetros y los grandes puertos de los Alpes y los Pirineos.

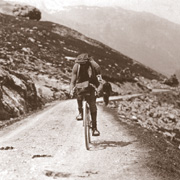
Eugène Christophe, ascendiendo al Galibier, camino de su tercera victoria de etapa consecutiva en esta edición del Tour.

Después de haber ganado cuatro etapas en la Vuelta a Bélgica, el equipo Alcyon contrató a Odile Defraye para ayudar a Gustave Garrigou a repetir la victoria conseguida el 1911. Con todo, a medida que la carrera avanzaba, se vio que Defraye estaba más en forma que su jefe de filas, lo que le valió el maillot amarillo. Eugène Christophe (Armor) acabó segundo, y Gustave Garrigou ( Alcyon) acabó en tercera posición.
Esta fue la primera victoria belga en un Tour, y la primera vez que Francia no dominaba la clasificación de los Top ten , ya que Bélgica, con 7 ciclistas, pasaba a dominar las primeras posiciones; un dominio que duraría hasta 1923. Por otro lado, cada vez eran más los corredores que toman parte en el Tour agrupados en un equipo. Con todo, la mayoría los corredores participaban en solitario.

## Cambios respecto a la edición anterior
La clasificación por puntos empleada en las ediciones anteriores sigue vigente, y como en años anteriores se depuró dos veces: después de la octava y decimocuarta etapa. Con todo, el método de cálculo se modificó en un aspecto: si uno o más ciclistas, con excepción de los siete primeros clasificados, llegaban con el mismo tiempo, se repartían los puntos. Así, en la octava etapa los trece primeros clasificados terminaron con el mismo tiempo. Los siete primeros en cruzar la línea obtuvieron el número de puntos que les correspondía, pero del octavo al decimotercero todos obtuvieron 10,5 puntos.
Técnicamente, las bicicletas fueron similares a las de 1911, y solo Stéphanois Panel experimentó con un sistema de cambio. Esto fue rápidamente prohibido en posteriores ediciones por el organizador del Tour, Henri Desgrange, y no fue hasta 1937 cuando se volvió a permitir su uso.

## Participantes
En la edición del Tour de 1912 fueron 131 los ciclistas que tomaron la salida. Había 10 equipos con cinco corredores cada uno, entre los que se encontraban los principales favoritos a la victoria final. Los otros 81 ciclistas corrían en la categoría de isolés. El equipo Alcyon tenía en sus filas al principal favorito, Gustave Garrigou, el vencedor del Tour de 1911. Para ayudarle contrataron a Odile Defraye, que había tenido un papel destacado en la Vuelta a Bélgica de 1912. 
En un primer momento el equipo Alcyon no quería seleccionar a Defraye, pero el representante belga del patrocinador los presionó y finalmente Defraye fue seleccionado.

## Desarrollo de la carrera

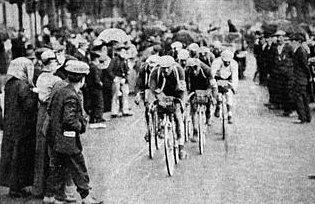
El gran grupo durante el Tour de Francia de 1912.

Durante la primera etapa los favoritos se mantuvieron en un segundo término, cosa que fue aprovechada por Charles Crupelandt para ganar la etapa. Defraye acabó en decimocuarta posición, y Garrigou lo hizo en el puesto 21. En la segunda etapa Defraye y Garrigou demostraron ser los más fuertes, presentándose en solitario en la llegada a Longwy. Defraye fue el vencedor de etapa y pasó a ocupar la segunda posición en la general, solo un punto tras Vincenzo Borgarello, 
el primer italiano líder de la carrera en la historia del Tour. Cuando Garrigou se vio afectado por una serie de pinchazos 
, fruto de clavos esparcidos por gamberros, Defraye le esperó. Durante la larga persecución, quedó claro entre el resto de corredores que Defraye era más fuerte que Garrigou, esto incluso animó a Defraye para continuar solo. Defraye pasó a ser uno de los favoritos a la victoria final, y sus compañeros de equipo pasaron a ayudarle a partir de este momento. Al ser el primer belga con serias opciones para ganar el Tour de Francia, todos sus compatriotas, independientemente del equipo al que pertenecieran, lo pasaron a ayudar. La tercera etapa, durante la cual abandonó Emile Georget fruto de fuertes dolores de estómago, fue muy monótona y solo se animó en la ascensión al coll del Ballon d'Alsace. 
Uno de los rivales que quedaban era Octave Lapize. En la quinta etapa, con el paso por los colosos alpinos de Aravis, Télégraphe, Galibier y Lautaret, Defraye tuvo problemas en las rodillas y perdió media hora respecto a Christophe y Lapize. La clasificación se comprimió y los tres primeros clasificados quedaron distanciados por un solo punto. En la sexta etapa Defraye atacó y solo Lapize pudo seguirle mientras subían juntos la última de las dificultades alpinas, el Col d'Allos. Un pinchazo de Defraye, en el último kilómetro, permitió a Lapize ganar la etapa y pasar a compartir el liderato con Defraye. En la séptima etapa Defraye vuelve a pinchar, pero pudo recuperarse y ganar la etapa, lo que le permite consolidar el liderato, con tres y seis puntos de ventaja respecto a los inmediatos perseguidores. La octava etapa, totalmente llana, fue de transición, a la espera de nuevas luchas al acercarse a los Pirineos, y hasta 30 corredores se disputaron la victoria al esprint. Durante la novena etapa Defraye atacó al paso por el Col de Portet-d'Aspet y Lapize no pudo seguir. Posteriormente Lapize se detiene como protesta porque todos los belgas ayudaban a Defraye. Lapize dijo: "¿Cómo se puede esperar que yo pueda luchar en estas condiciones?" Los dos compañeros de equipo que le quedaban en carrera, Charles Crupelandt y Marcel Godivier, decidieron no tomar la salida en la siguiente etapa como señal de protesta.
Eugene Christophe, que había dominado la carrera en los Alpes, con tres victorias de etapa consecutivas, incluyendo una escapada en solitario de 315 kilómetros, 
y que había compartido el liderato con Defraye, pasó a ser el segundo clasificado tras la retirada de Lapize. Christophe no era un buen esprínter, por lo que necesitaba dejar atrás a Defraye si quería recuperar puntos. Con todos los belgas ayudando a Defraye, esta era una tarea imposible. Así, en la décima etapa, con el paso por los cuellos de col de Peyresourde, Aspin, Tourmalet y Aubisque; Christophe sacó 20 minutos a Defraye en la llegada a Bayona, pero a la hora de la verdad solo recuperó un punto, ya que uno fue segundo y el otro tercero.
Christophe no fue una amenaza real y Defraye ganó la carrera sin ningún tipo de oposición. Si el Tour de Francia se hubiera decidido por tiempo en lugar de por puntos, Christophe habría liderado la carrera hasta la última etapa, cuando conocedor de la imposibilidad de ganar la carrera dejó escapar un grupo en el que estaba el líder que llegó a meta con más de un cuarto de hora de ventaja.

## Resultados

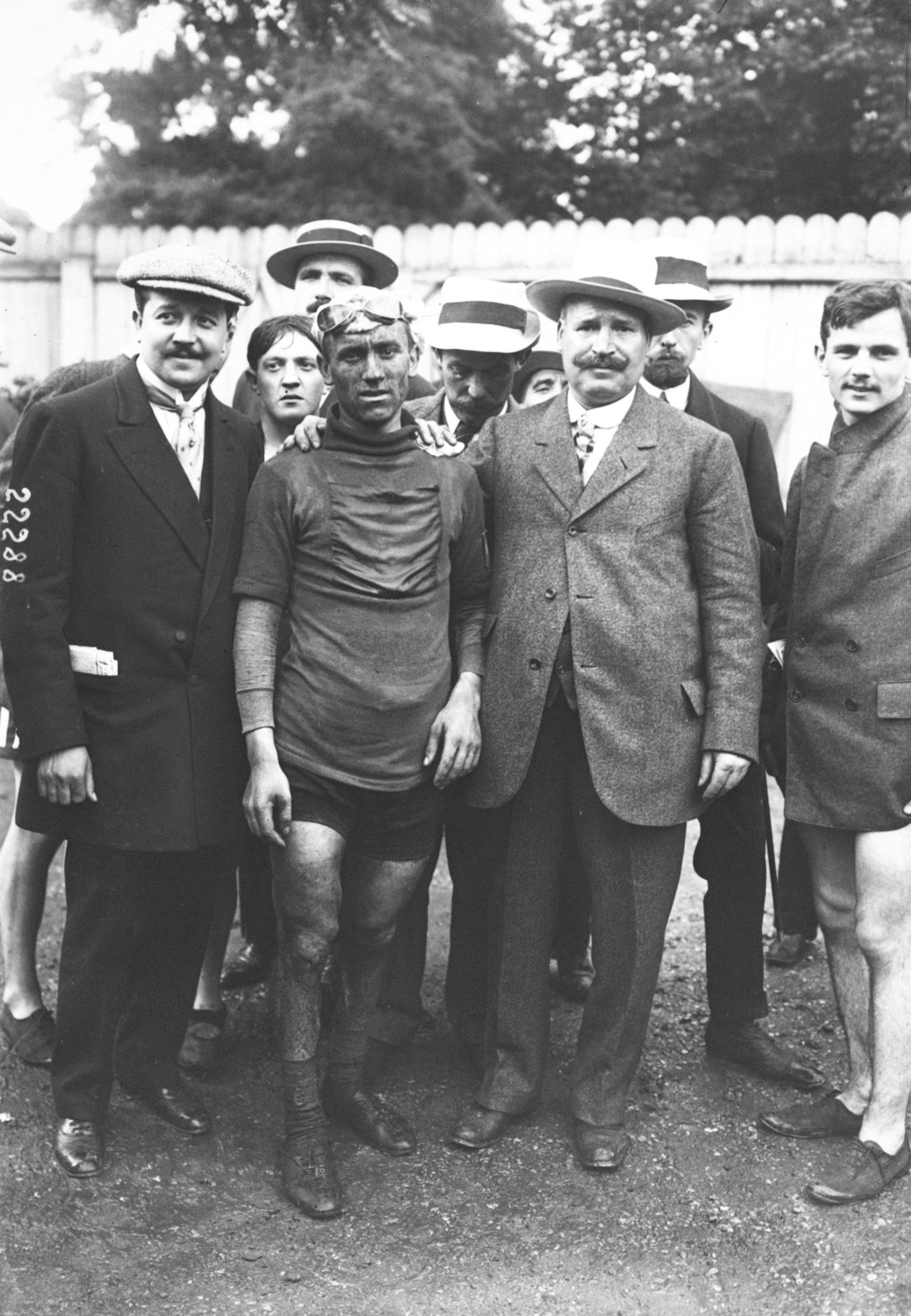
Odile Defraye, en la llegada a París.

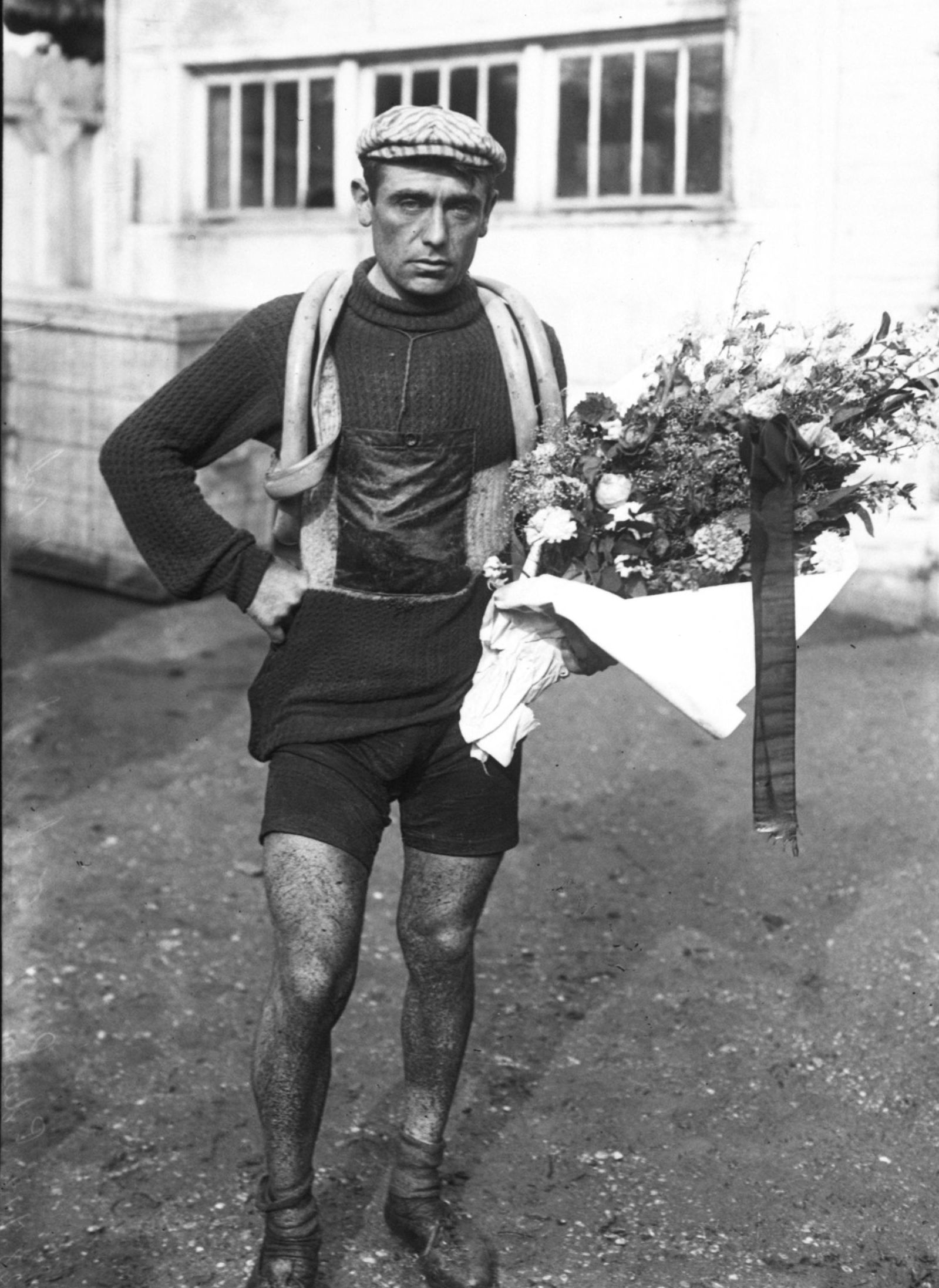
Eugène Christophe, en la llegada a París.

## Etapas
| Etapa | Fecha       | Recorrido            | Distancia (km) | Ganador             | Líder                           |
| ----- | ----------- | -------------------- | -------------- | ------------------- | ------------------------------- |
| 1.ª   | 30 de junio | París - Dunkerque    | 351            | Charles Crupelandt  | Charles Crupelandt              |
| 2.ª   | 2 de julio  | Dunkerque - Longwy   | 388            | Odile Defraye       | Vincenzo Borgarello             |
| 3.ª   | 4 de julio  | Longwy - Belfort     | 331            | Eugène Christophe   | Odile Defraye                   |
| 4.ª   | 6 de julio  | Belfort - Chamonix   | 344            | Eugène Christophe   | Odile Defraye                   |
| 5.ª   | 8 de julio  | Chamonix - Grenoble  | 345            | Eugène Christophe   | Odile Defraye Eugène Christophe |
| 6.ª   | 10 de julio | Grenoble - Niza      | 323            | Octave Lapize       | Odile Defraye Octave Lapize     |
| 7.ª   | 12 de julio | Niza - Marsella      | 334            | Odile Defraye       | Odile Defraye                   |
| 8.ª   | 14 de julio | Marsella - Perpiñán  | 335            | Vincenzo Borgarello | Odile Defraye                   |
| 9.ª   | 16 de julio | Perpiñán - Luchon    | 289            | Odile Defraye       | Odile Defraye                   |
| 10.ª  | 18 de julio | Luchon - Bayona      | 326            | Louis Mottiat       | Odile Defraye                   |
| 11.ª  | 20 de julio | Bayona – La Rochelle | 379            | Jean Alavoine       | Odile Defraye                   |
| 12.ª  | 22 de julio | La Rochelle - Brest  | 470            | Louis Heusghem      | Odile Defraye                   |
| 13.ª  | 24 de julio | Brest - Cherburgo    | 405            | Jean Alavoine       | Odile Defraye                   |
| 14.ª  | 26 de julio | Cherburgo - Le Havre | 361            | Vincenzo Borgarello | Odile Defraye                   |
| 15.ª  | 28 de julio | Le Havre - París     | 317            | Jean Alavoine       | Odile Defraye                   |

## Clasificación General
| Clasificación general |                    |               |        |
| Ciclista              | Ciclista           | Equipo        | Puntos |
| --------------------- | ------------------ | ------------- | ------ |
| 1.º                   | Odile Defraye      | Alcyon-Dunlop | 49     |
| 2.º                   | Eugène Christophe  | Armor         | 108    |
| 3.º                   | Gustave Garrigou   | Alcyon        | 140    |
| 4.º                   | Marcel Buysse      | Peugeot       | 147    |
| 5.º                   | Jean Alavoine      | Armor         | 148    |
| 6.º                   | Philippe Thys      | Peugeot       | 148    |
| 7.º                   | Hector Tiberghien  | Griffon       | 149    |
| 8.º                   | Henri Devroye      | Le Globe      | 163    |
| 9.º                   | Félicien Salmon    | Peugeot       | 166    |
| 10.º                  | Alfons Spiessens\| | J.B. Louvet   | 167    |

| Clasificación final (11–41) |                        |             |        |
| Ciclista                    | Ciclista               | Equipo      | Puntos |
| --------------------------- | ---------------------- | ----------- | ------ |
| 11.º                        | Louis Heusghem         | Alcyon      | 167    |
| 12.º                        | René Vandenberghe      | Thomann     | 194    |
| 13.º                        | Vincenzo Borgarello    | J.B. Louvet | 212    |
| 14.º                        | François Faber         | Automoto    | 229    |
| 15.º                        | Louis Engel            | Aiglon      | 241    |
| 16.º                        | Charles Deruyter       | Peugeot     | 255    |
| 17.º                        | Jacques Coomans        | Thomann     | 260    |
| 18.º                        | Firmin Lambot          | Le Globe    | 265    |
| 19.º                        | Ottavio Pratesi        | –           | 304    |
| 20.º                        | Charles Guyot          | Aiglon      | 309    |
| 21.º                        | Jules Deloffre         | –           | 320    |
| 22.º                        | Gabriel Figuet         | Griffon     | 335    |
| 23.º                        | Edouard Léonard        | J.B. Louvet | 346    |
| 24.º                        | Eugène Dhers           | Automoto    | 354    |
| 25.º                        | Pierre-Joseph Heusghem | Le Globe    | 358    |
| 26.º                        | Pierre Everaerts       | –           | 364    |
| 27.º                        | Julien Maitron         | Automoto    | 366    |
| 28.º                        | Henri Cornet           | Le Globe    | 398    |
| 29.º                        | François Lafourcade    | –           | 398    |
| 30.º                        | Augustin Ringeval      | –           | 408    |
| 31.º                        | Maurice Leliaert       | –           | 487    |
| 32.º                        | Georges Oudin          | –           | 494    |
| 33.º                        | Fernand Courcelles     | –           | 495    |
| 34.º                        | Raymond Harquet        | –           | 512    |
| 35.º                        | Emile Druz             | –           | 544    |
| 36.º                        | Emile Eigeldinger      | –           | 545    |
| 37.º                        | Charles Dumont         | –           | 546    |
| 38.º                        | Henri Alavoine         | –           | 577    |
| 39.º                        | Emile Caudrelier       | –           | 600    |
| 40.º                        | Gaston Neboux          | –           | 608    |
| 41.º                        | Maurice Dartigue       | –           | 612    |

### Otras clasificaciones
El 21.er clasificado, Jules Deloffre, ganó la categoría de los "isolés" 
La clasificación de los "isolés" se calculaba al igual que la clasificación general, pero solo con los resultados de etapa obtenidos por los ciclistas que corrían en esta categoría. Esto hizo posible que Deloffre superara a Pratesi con 41 puntos contra 42 puntos en la categoría "isolés", mientras Pratesi ocupó una mejor clasificación en la general. El diario organizador de la carrera, L'Auto nombró Odile Defraye el meilleur grimpeur,  el mejor escalador. Este título no oficial es el predecesor de la clasificación de la montaña.